# Silvère Ganvoula M’Boussy
Silvère Ganvoula M’Boussy (Brazzaville, 1996. június 22. –) kongói válogatott labdarúgó, az olasz AC Monza csatárja.
A kongói válogatott tagjaként részt vett a 2015-ös afrikai nemzetek kupáján.